# Stratzing
Stratzing  är en ort och kommun  i Österrike. Den ligger i distriktet Krems i förbundslandet Niederösterreich, 62 km väster om huvudstaden Wien. 